# Oskar Kellner
Oskar Kellner (ur. 13 maja 1851 w Tułowicach, zm. 12 września 1911 w Karlsruhe) – niemiecki chemik rolny i fizjolog.

## Życiorys
Ukończył szkołę podstawową w Tułowicach oraz średnią w Nysie. Jako ochotnik brał udział w wojnie francusko-pruskiej. W 1871 roku zdał maturę i podjął studia chemiczne we Wrocławiu, skąd jednak przeniósł się do Lipska, gdzie w 1874 roku uzyskał doktorat. Następnie podjął pracę w Akademii Rolniczej w Prószkowie, a rok później w Hohenheim.
W latach 1880–1891 był profesorem Uniwersytetu Tokijskiego oraz dyrektorem stacji doświadczalnej w Möckern.
Kellner opracował normalizację podawania pasz oraz nowe sposoby żywienia zwierząt gospodarskich.
Do jego najważniejszych publikacji należą m.in.: Die Ernährung der landwirtschaftlichen Nutztieren, Grundzüge der Fütterungslehre.